# Nora Achahbar
Nora Achahbar (* 21. Juni 1982 in Sidi Slimane) ist eine niederländische Juristin, Richterin und Politikerin marokkanischer Herkunft. Sie ist Mitglied der Partei Nieuw Sociaal Contract (NSC) und war von Juli bis November 2024 Staatssekretärin für Sozialleistungen und Zollwesen im Kabinett Schoof.

## Leben

### Frühes Leben und Ausbildung
Achahbar wurde in Sidi Slimane, Marokko, geboren und zog als Kind mit ihrer Familie in die Niederlande. Ihr Vater arbeitete als Koch in Den Haag. Achahbar wuchs in der Schilderswijk, einem Stadtteil von Den Haag, auf und beschrieb ihre Kindheit als von Armut geprägt. Sie schloss die Schule mit einem VWO-Diplom ab und studierte anschließend Niederländisches Recht an der Universität Leiden, wo sie 2007 ihren Abschluss machte.

## Karriere
Nach ihrem Studium war Achahbar als internationale Rechtsreferendarin tätig und arbeitete unter anderem für die parlamentarische Fraktion von Democraten 66 (D66) und den Rat für die Rechtsprechung. Sie war auch als Richterin ad hoc in Haarlem und als Polizeijuristin in Leiden tätig. Achahbar arbeitete zehn Jahre lang als Staatsanwältin in Den Haag, wo sie Fälle von Betrug, Terrorismus, Gewaltverbrechen und Einbruchdiebstahl bearbeitete.

## Politische Karriere
Im Jahr 2023 trat Achahbar der neu gegründeten Partei Nieuw Sociaal Contract (NSC) bei und kandidierte bei den Parlamentswahlen im November 2023. Obwohl ihre Partei 20 Sitze errang, gelang es ihr nicht, in das Parlament einzuziehen. Nach der Bildung der Koalition zwischen NSC, PVV, VVD und BBB wurde Achahbar am 2. Juli 2024 zur Staatssekretärin für Sozialleistungen und Zollwesen ernannt.

### Rücktritt
Achahbar trat am 15. November 2024 von ihrem Amt zurück, nachdem es während einer Kabinettssitzung zu kontroversen Diskussionen über rassistische Äußerungen im Zuge der Ausschreitungen von Amsterdam gekommen war. Sie kritisierte die Aussagen einiger ihrer Kollegen als extrem rassistisch und radikal und erklärte, dass sie nicht weiter in einer solchen Umgebung arbeiten könne.

## Persönliches
Achahbar ist Mutter von zwei Kindern und lebt in Den Haag.